# PEG-коефіцієнт
PEG-коефіцієнт (англ. PEG ratio, Prospective Earnings Growth Ratio) — фінансовий коефіцієнт, що зіставляє ціну акції з прибутком на акцію та очікуваного наступного прибутку компанії. PEG-коефіцієнт був розроблений для корекції недоліків коефіцієнта ціна/прибуток. Для цього в облік додатково беруться прогнозовані майбутні темпи зростання прибутку компанії.

## Розрахунок коефіцієнта ціна/прибуток
{\displaystyle \left({\frac {P/E}{Growth}}\right)}
де P/E — значення коефіцієнта ціна/прибуток, Growth — прогнозоване зростання прибутку за наступний рік.

## Критика
Коефіцієнт PEG широко використовується і надається численними джерелами фінансової та фондової інформації. Незважаючи на його широке використання, коефіцієнт PEG є лише приблизним емпіричним правилом. Критика коефіцієнта PEG полягає в тому, що це надто спрощене співвідношення, яке не може ефективно пов'язати співвідношення ціна/прибуток зі зростанням, оскільки не враховує рентабельність власного капіталу (ROE) або необхідний коефіцієнт прибутковості (T).

### Переваги
Інвестори можуть надавати перевагу коефіцієнту PEG, оскільки він явно вказує на очікуване зростання прибутків компанії. Коефіцієнт PEG може дати уявлення про те, чи високий коефіцієнт P/E компанії відображає надмірно високу ціну акцій, чи є відображенням багатообіцяючих перспектив зростання компанії.

### Недоліки
Коефіцієнт PEG менш придатний для оцінки компаній без високих темпів зростання. Наприклад, великі компанії, що добре зарекомендували себе, можуть пропонувати надійний дивідендний дохід, але мати мало можливостей для зростання.
Темпи зростання компанії є оціночними. Вона залежить від обмежень при прогнозуванні майбутніх подій. Майбутнє зростання компанії може змінитися під впливом багатьох факторів: ринкових умов, невдач у розширенні, ажіотажу інвесторів. Крім того, домовленість про те, що «PEG=1» є доречною, є дещо умовною і вважається емпіричною метрикою.
Простота і зручність розрахунку PEG залишає поза увагою кілька важливих змінних. По-перше, абсолютний темп зростання компанії, який використовується в PEG, не враховує загальний темп зростання економіки, а отже, інвестор повинен порівнювати PEG акції з середнім значенням PEG у своїй галузі та в економіці в цілому, щоб отримати точне уявлення про те, наскільки конкурентноздатною є акція для інвестування. Низький (привабливий) PEG під час високих темпів зростання всієї економіки може бути не надто вражаючим порівняно з іншими акціями, і навпаки, високий PEG у періоди повільного зростання або рецесії.